# Power Train
Power Train är det svenska power metal-bandet Majesticas tredje studioalbum. Det släpptes i februari 2025 på Nuclear Blast Records. Skivan gavs även ut på vinyl på samma bolag, samt i Japan på Ward Records.
Skivan var bandets första med gitarristen Petter Hjerpe (Morning Dwell). Denne ersatte avhoppade Alex Oriz.
Skivan producerades av bandet själva och mixades och mastrades av Jonas Kjellgren (Raubtier, ex-Scar Symmetry, ex-Carnal Forge).
Musikvideor spelades in till titelspåret, "Battle Cry" och "A Story in the Night". Den senare släpptes även som singel.

## Låtlista
1. "Power Train" – 4:04
2. "No Pain, No Gain" – 3:35
3. "Battle Cry" – 4:30
4. "Megatrue" – 5:41
5. "My Epic Dragon" – 6:30
6. "Thunder Power" – 3:06
7. "A Story in the Night" – 5:34
8. "Go Higher" – 4:08
9. "Victorious" – 4:07
10. "Alliance Anthem" – 6:15

## Medverkande
Musiker
- Tommy Johansson – sång, gitarr, orkesterarrangemang
- Chris David – basgitarr, sång
- Joel Kollberg – trummor, sång
- Petter Hjerpe – gitarr, sång

Produktion
- Majestica – producent
- Jonas Kjellgren – mixning, mastering
- Jan "Örkki" Yrlund – albumkonst